# Rick Strassman

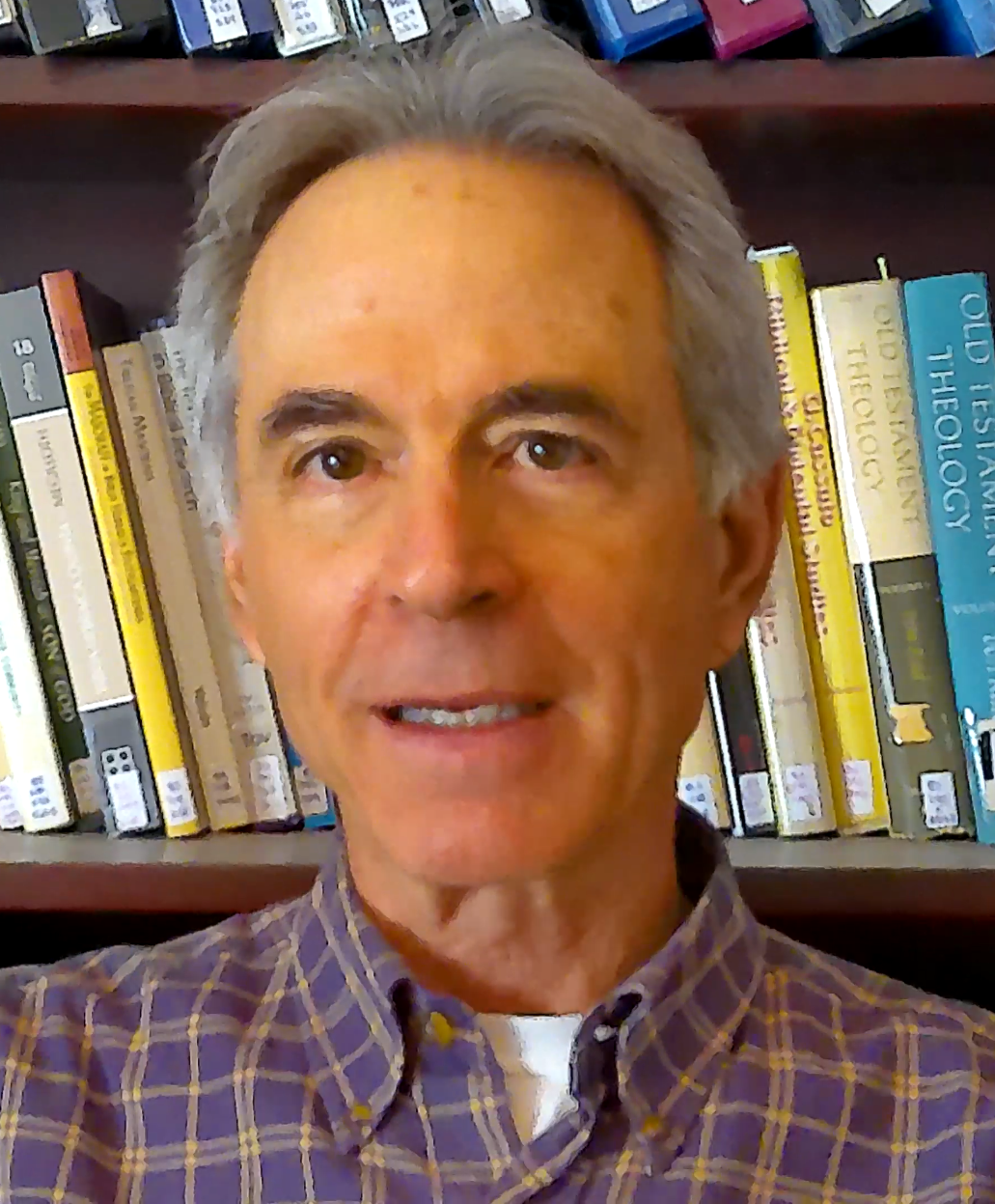
Rick Strassman

Rick Strassman (* 8. Februar 1952 in Los Angeles) ist ein US-amerikanischer Psychiater und Autor. Seit 2000 ist er außerordentlicher Professor für Psychiatrie an der University of New Mexico in Albuquerque. Schwerpunkte seiner Forschung sind das Bewusstsein und dessen Manipulation, Nahtoderlebnisse und Spiritualität.
Er war der erste US-Amerikaner, der im Jahr 1990 eine Genehmigung zur systematischen Erforschung psychedelischer Substanzen am Menschen erhielt, nachdem dies durch den Controlled Substances Act 1970 untersagt worden war. Durch die Veröffentlichung seiner Forschungsergebnisse als populärwissenschaftliche Literatur wurde er einem breiteren Publikum bekannt.

## Karriere
Von 1983 bis 1984 war Strassman Assistenzprofessor am Davis Medical Center der University of California. Die folgenden sieben Jahre war er in gleicher Position an der University of New Mexico School of Medicine beschäftigt. Im Jahr 1991 wurde er zum außerordentlichen Professor auf Lebenszeit ernannt, wechselte jedoch fünf Jahre darauf an die University of British Columbia, wo er ebenfalls die Position eines Extraordinarius innehatte. Zur Jahrtausendwende kehrte Strassman an die University of New Mexico zurück und bekleidet dort bis heute die Stelle eines außerordentlichen Professors.

## Publikationen

### Populärwissenschaftliche Bücher
- DMT: The Spirit Molecule: A Doctor's Revolutionary Research into the Biology of Near-Death and Mystical Experiences. Park Street Press, Rochester (Vermont, USA) 2001, ISBN 0-89281-927-8
  - dt. Ausgabe: DMT: Das Molekül des Bewusstseins. AT Verlag, München 2004, ISBN 978-3-85502-967-9.
- Inner Paths to Outer Space: Journeys to Alien Worlds through Psychedelics and Other Spiritual Technologies. Park Street Press, Rochester (Vermont, USA) 2008, ISBN 978-1-59477-999-2 (gemeinsam mit Slawek Wojtowicz, Eduardo Luna und Ede Frecska)
- DMT and the Soul of Prophecy: A New Science of Spiritual Revelation in the Hebrew Bible. Park Street Press, Rochester (Vermont, USA) 2014, ISBN 1-59477-342-4
- The Psychedelic Handbook: A Practical Guide to Psilocybin, LSD, Ketamine, MDMA, and Ayahuasca. Ulysses Press, Berkeley (Kalifornien, USA) 2022, ISBN 978-1-64604-381-1
  - dt. Ausgabe: Psychedelika: Praxis – Therapie – Wissenschaft. Nachtschatten Verlag, Solothurn (Schweiz) 2023, ISBN 978-3-03788-629-8.

### Belletristische Bücher
- Joseph Levy Escapes Death. Regents Press, Berkeley (Kalifornien, USA)  2019, ISBN 978-1-58790-472-1

### Filme
- 2010: DMT: The Spirit Molecule (Dokumentation, als Co-Produzent)